# Riley (inslagkrater)
Riley is een inslagkrater op Venus. Riley werd in 1991 genoemd naar de Engelse botanica Margaretta Riley (1804-1899).
De krater heeft een diameter van 20,2 kilometer en bevindt zich in het quadrangle Hestia Rupes (V-22), ten zuidoosten van Uti Hiata Mons.
De bodem van de krater ligt 580 meter onder de vlaktes die de krater omringen. De rand van de krater ligt 620 meter boven de vlaktes en 1200 meter boven de kraterbodem. De centrale top van de krater is 536 meter hoog.